# Serixia cephalotes
Serixia cephalotes là một loài bọ cánh cứng trong họ Cerambycidae.